# Obergaden

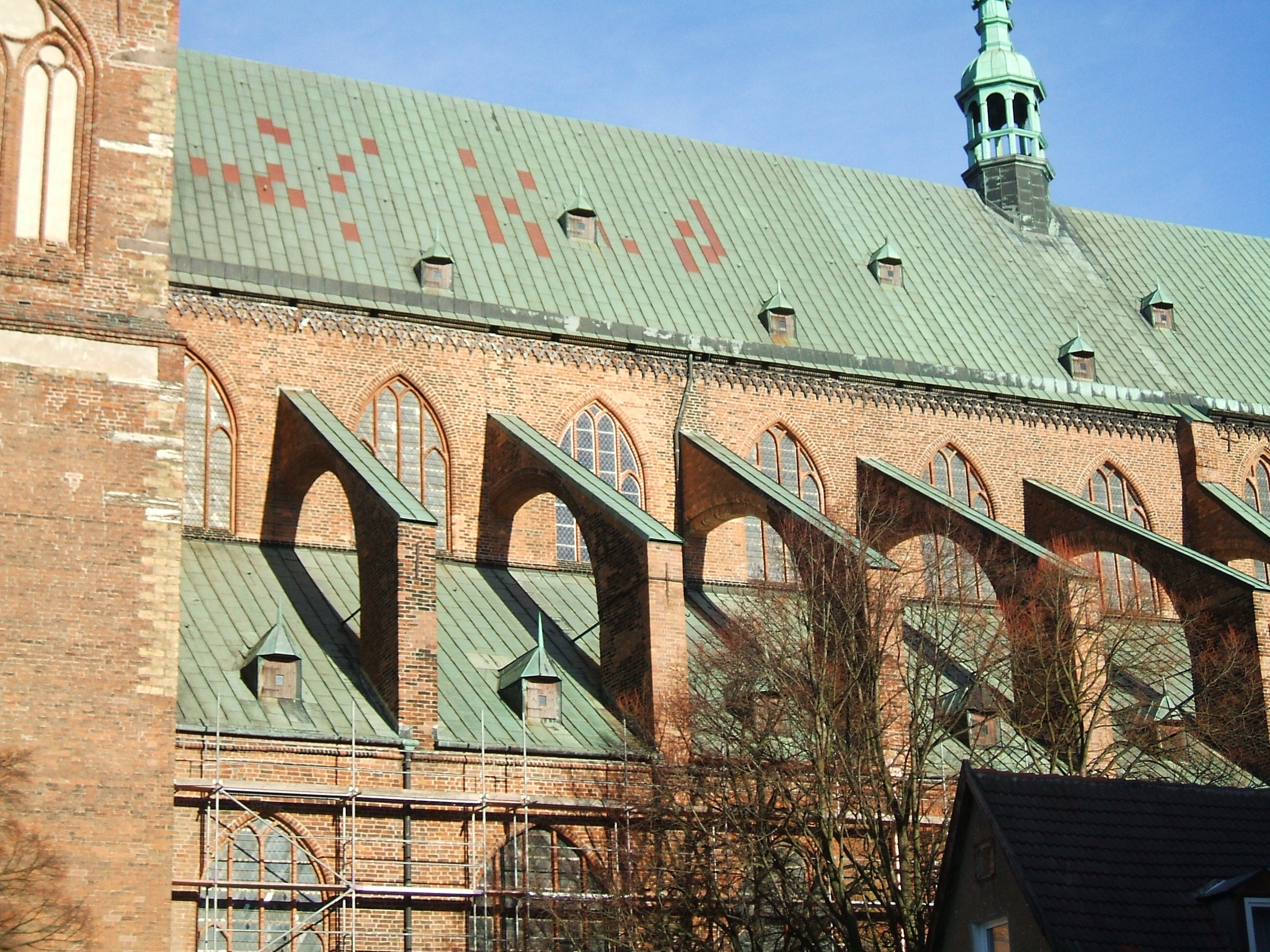
Obergaden an der Stralsunder Nikolaikirche

Der Obergaden, auch als Lichtgaden oder Fenstergaden bezeichnet (lateinisch claristorium oder clerestorium, englisch clerestory oder overstorey, französisch claire-voie, italienisch cleristorio), ist die obere Wandfläche des Mittelschiffs einer Basilika. 
Der Obergaden befindet sich über den meist als Pultdächer ausgeführten Dächern der Seitenschiffe und ist mit Fenstern durchbrochen. Als solches ermöglicht der Obergaden eine direkte Belichtung des Mittelschiffes. Die Fenster in den Außenwänden der Seitenschiffe werden in Gegenüberstellung zum Obergaden auch als „Untergaden“ bezeichnet.
Im Gegensatz zur Basilika ist das Mittelschiff einer Hallenkirche ohne Obergaden und wird durch die Fenster der Seitenschiffe belichtet. Ist der Obergaden deutlich ausgebildet aber fensterlos, spricht man von einer Pseudobasilika. Bei (anderen) Staffelhallen ragt das Mittelschiff zwar auch höher als die Seitenschiffe, aber es gibt keine oder kaum Wände über den Arkaden.

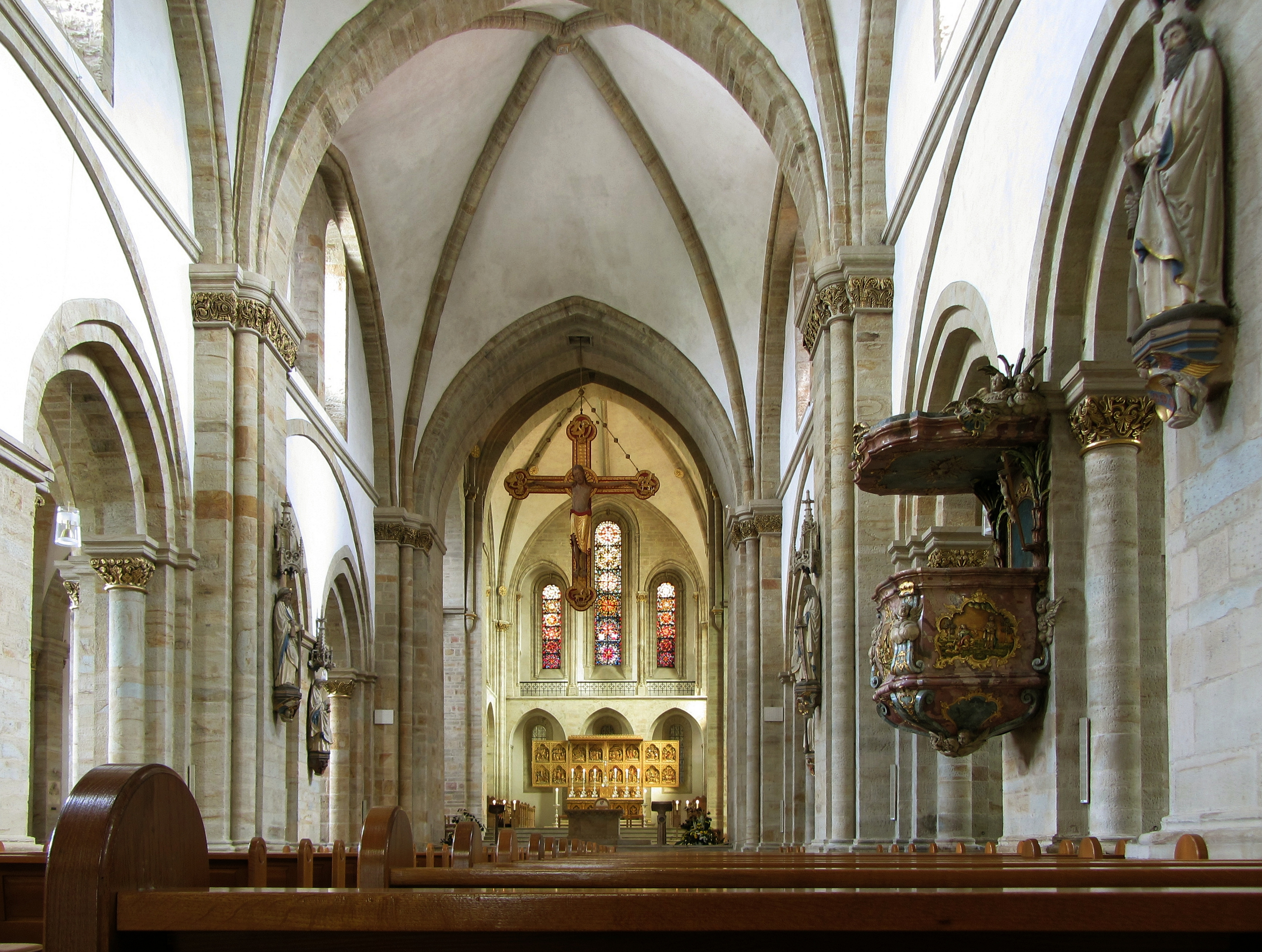
Osnabrücker Dom, Kämpfer der Gewölbe an der Basis des Obergadens, weder Triforiumsgeschoss noch Empore

## Formen

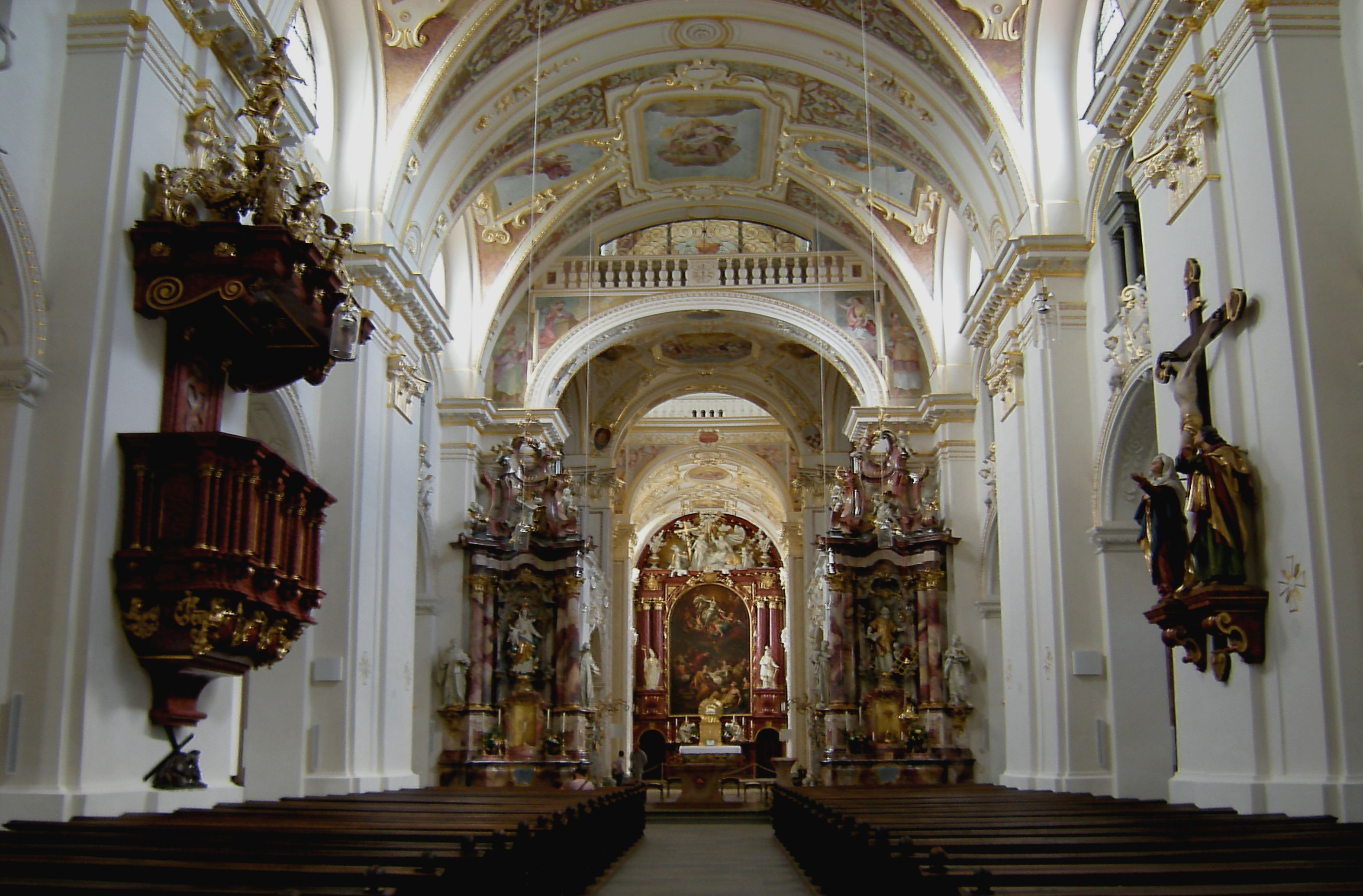
St. Lorenz in Kempten (Allgäu), barocker Obergaden mit niedrigen Halbkreisfenstern

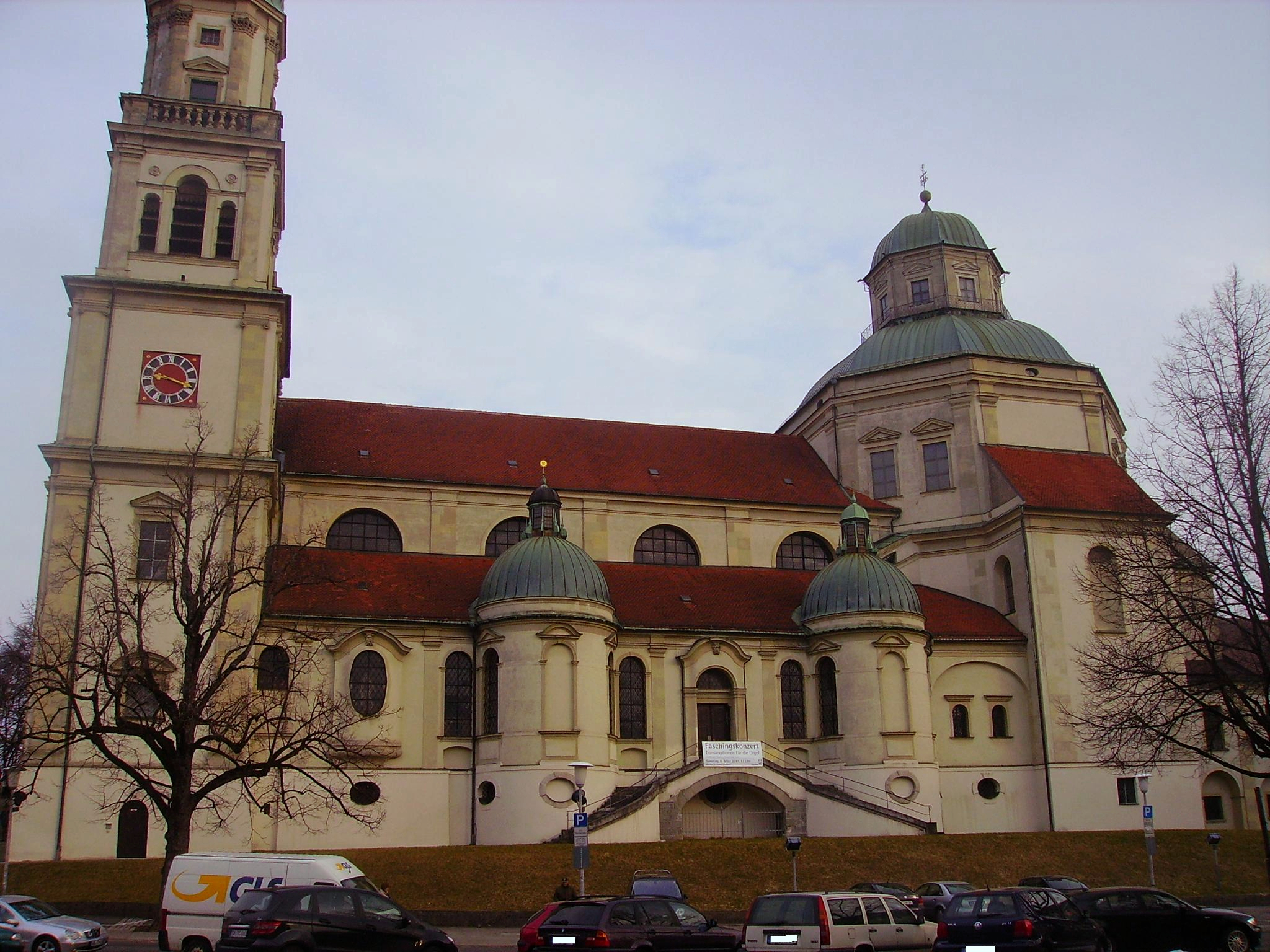
St. Lorenz in Kempten von außen

Der Obergaden kann sehr unterschiedlich ausgebildet sein. Außer dem Höhenunterschied von Mittelschiffstraufe und Seitenschiffsdächern ist von Bedeutung, auf welcher Höhe die Mittelschiffsgewölbe im Verhältnis zu Seitenschiffsdächern und Obergadenfenstern liegen.

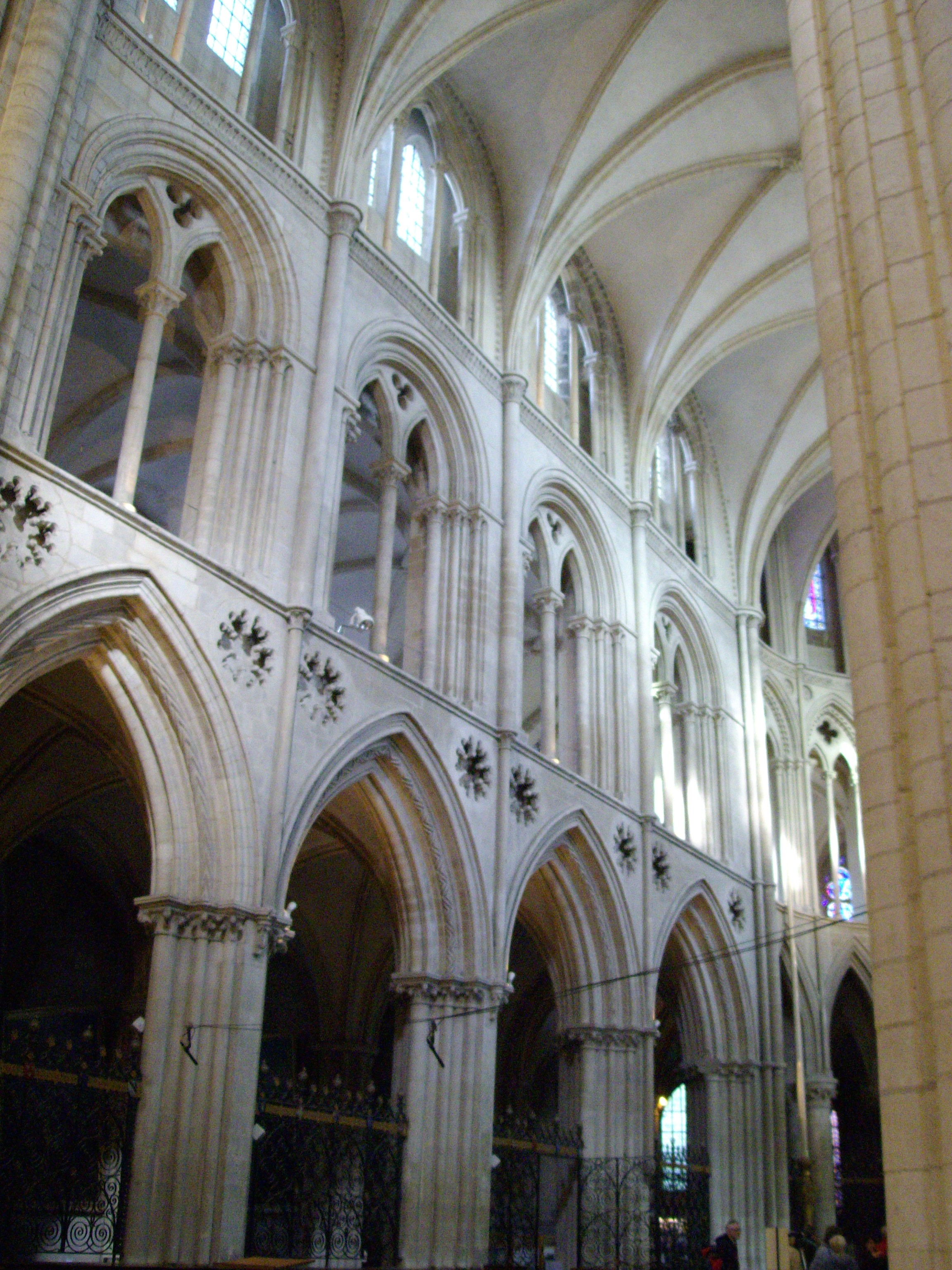
St-Étienne in Caen, Kämpfer der Gewölbe an der Basis des Obergadens, Emporenbasilika
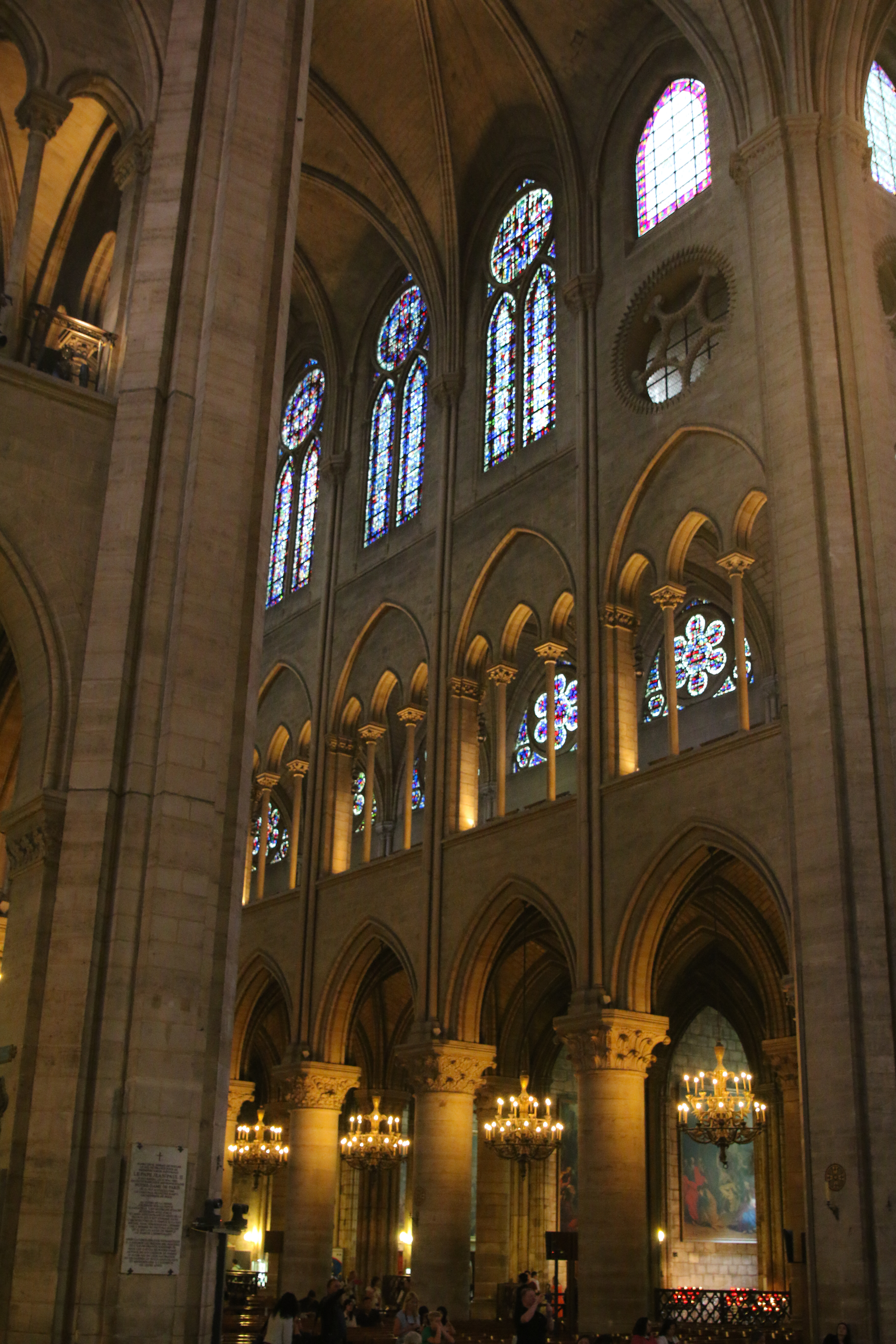
Notre-Dame de Paris, Kämpfer der Gewölbe in Höhe der Fenstermitten, Emporenbasilika
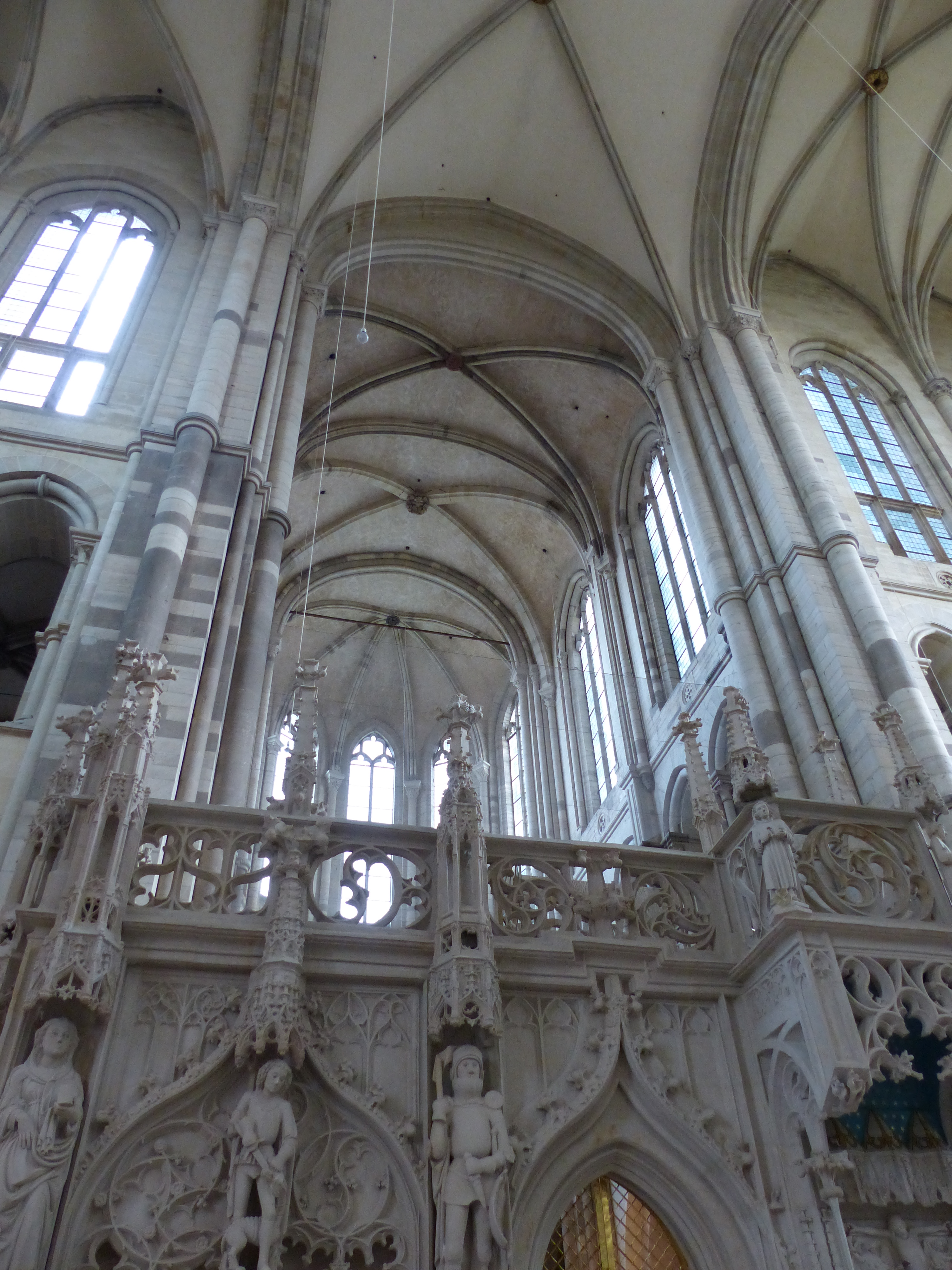
Chor des Magdeburger Doms, Kämpfer von Gewölbe und Fenstern etwa in gleicher Höhe, Empore über Chorumgang
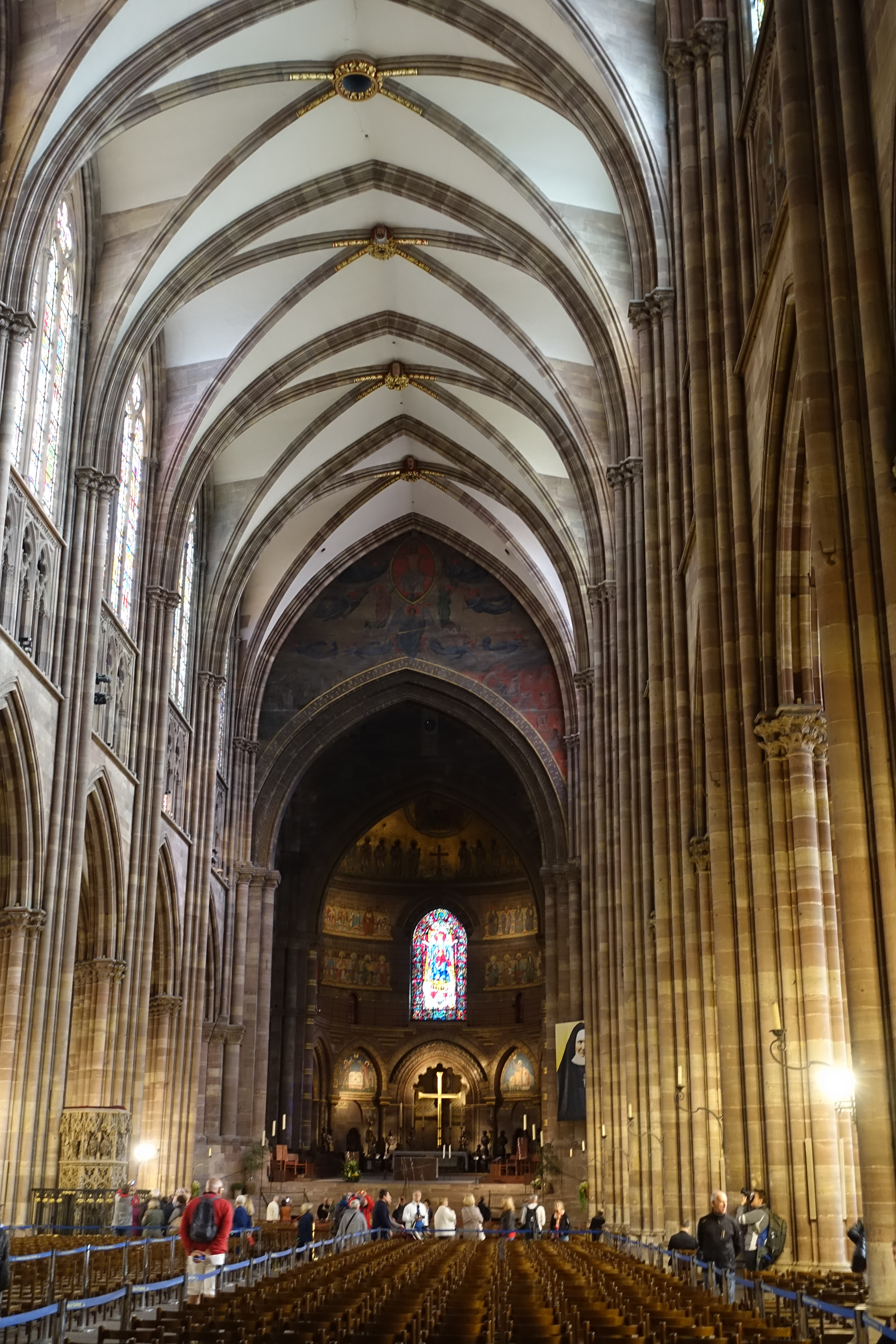
Straßburger Münster, Kämpfer der Gewölbe etwas unter der Mitte der Fenster, Triforiumsgeschoss
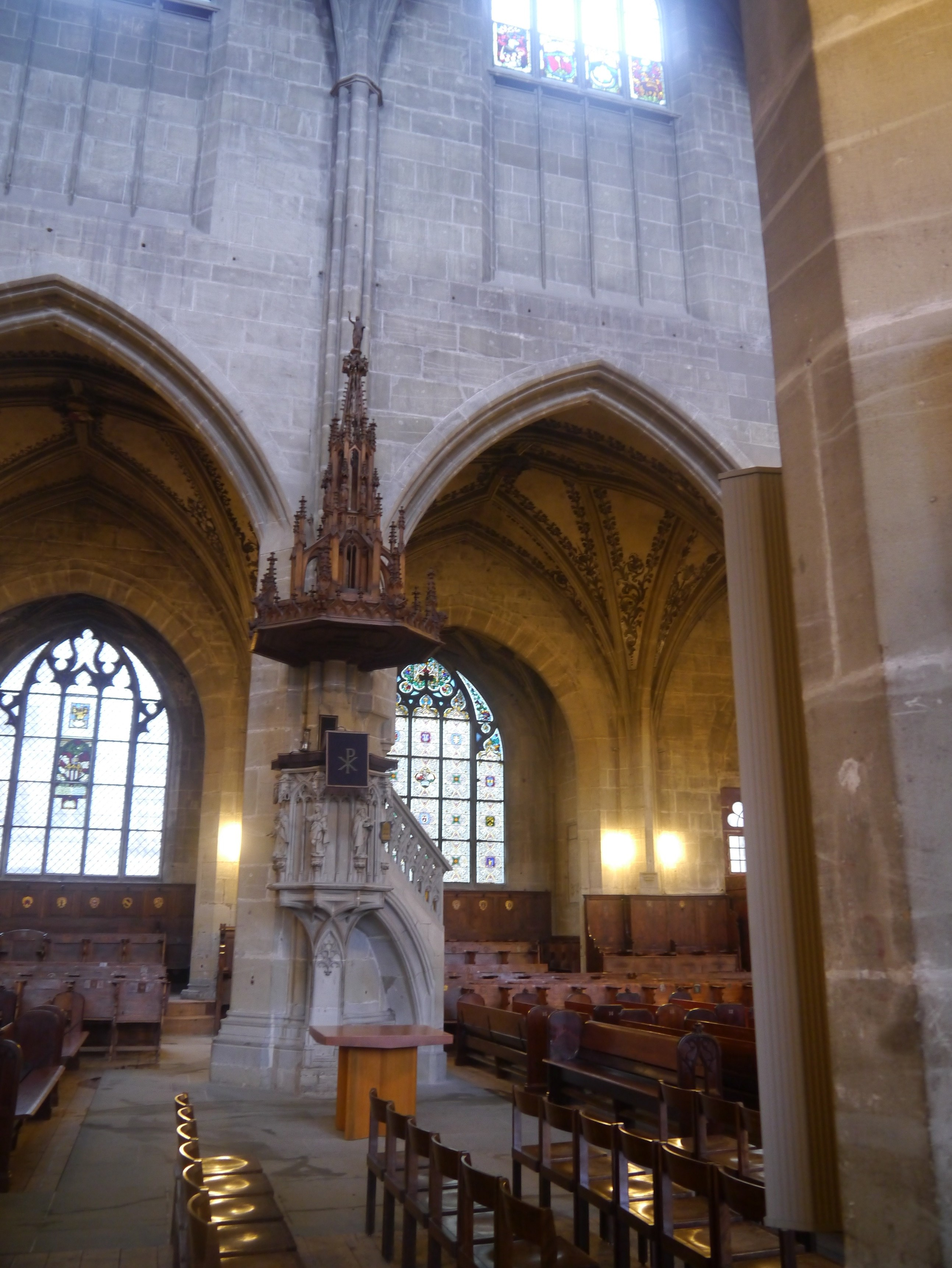
Berner Münster, Kämpfer der Gewölbe in Höhe der Fensterbänke, Triforiumsgeschoss
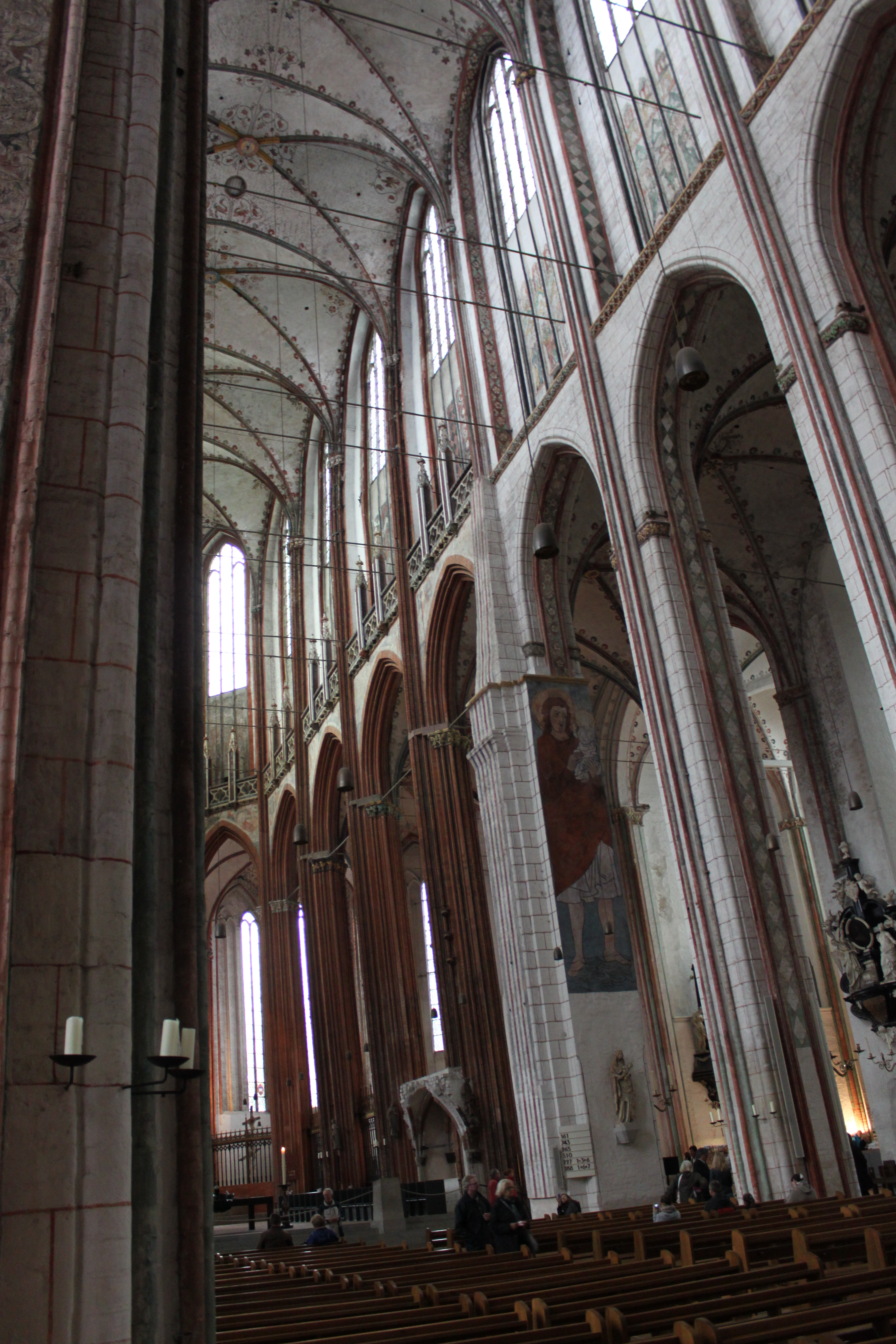
Marienkirche in Lübeck, untere Hälfte der Fenster blind
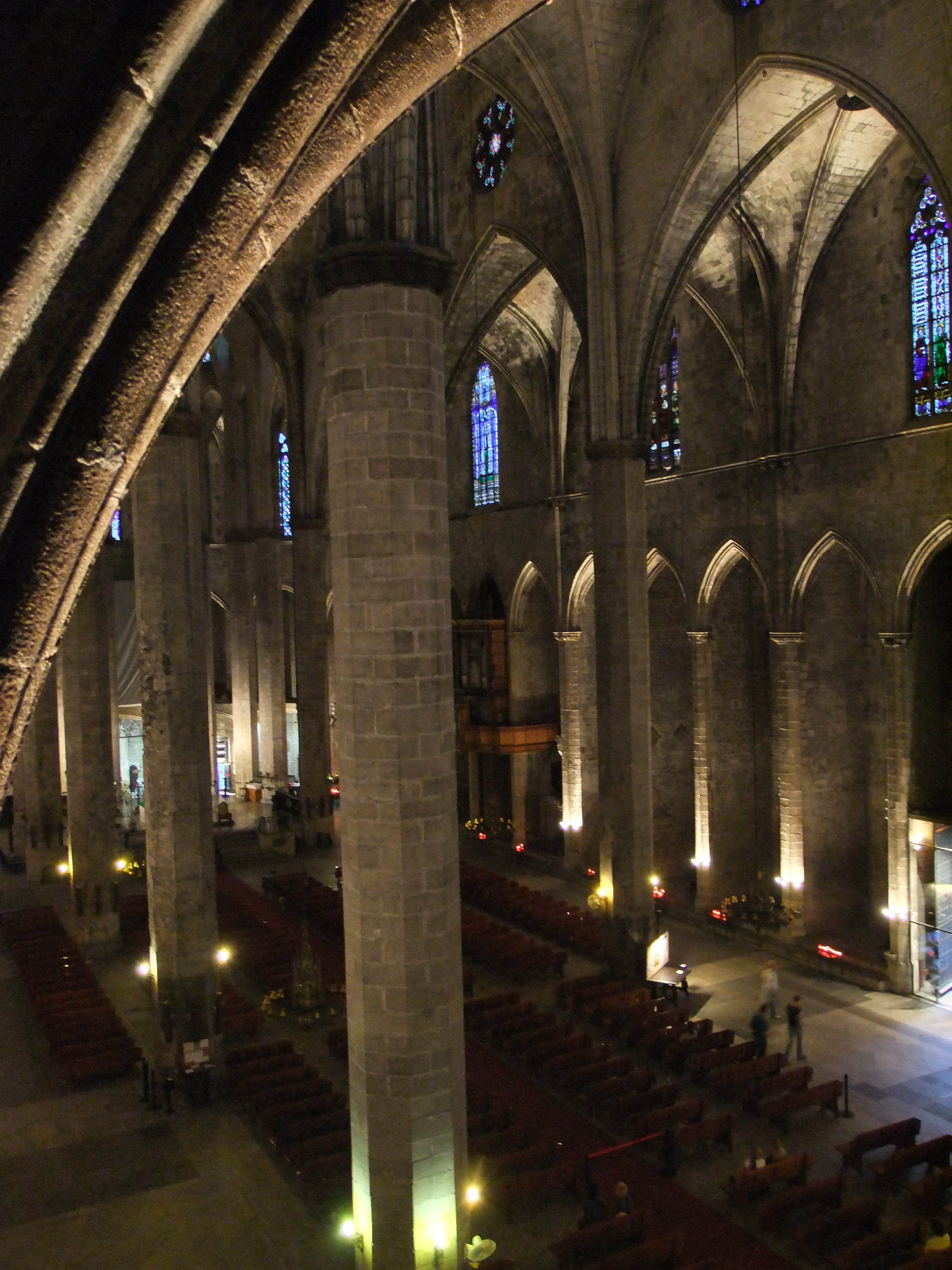
Santa Maria del Mar, Barcelona, unterer und oberer Obergaden
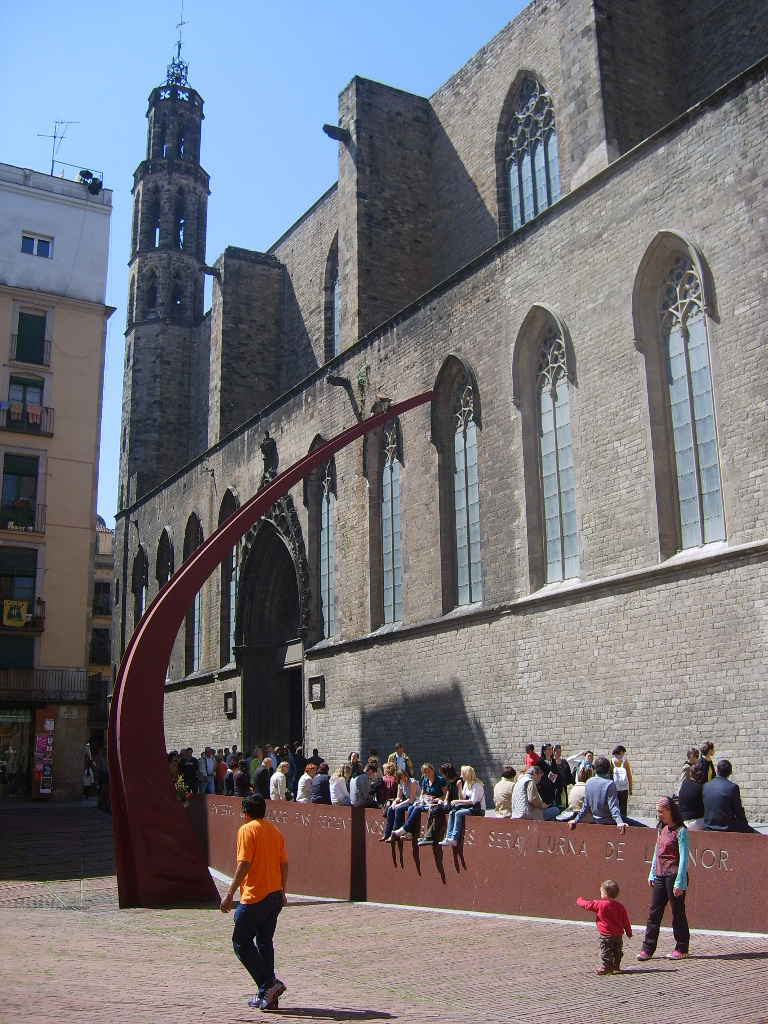
Santa Maria del Mar, Kapellenzeile und unterer Obergaden

## Entstehung des Begriffs
Der Obergaden überragt die Wirtschaftsgebäude des Mittelalters, d. h. die an die Außenwand der Kirche angebauten „Gaden“ (auch: Gadem = „Verschlag“, „Schuppen“, „Haus“), und erhält daher seinen Namen, den er auch bei den späteren mehrschiffigen Kirchengebäuden beibehält, deren Anbauten weiter vom Hauptschiff abrücken. Freistehende Kirchen sind im Übrigen erst seit Mitte des 19. Jahrhunderts üblich, im Städtebau des Mittelalters waren die Kirchen fest umbaut.

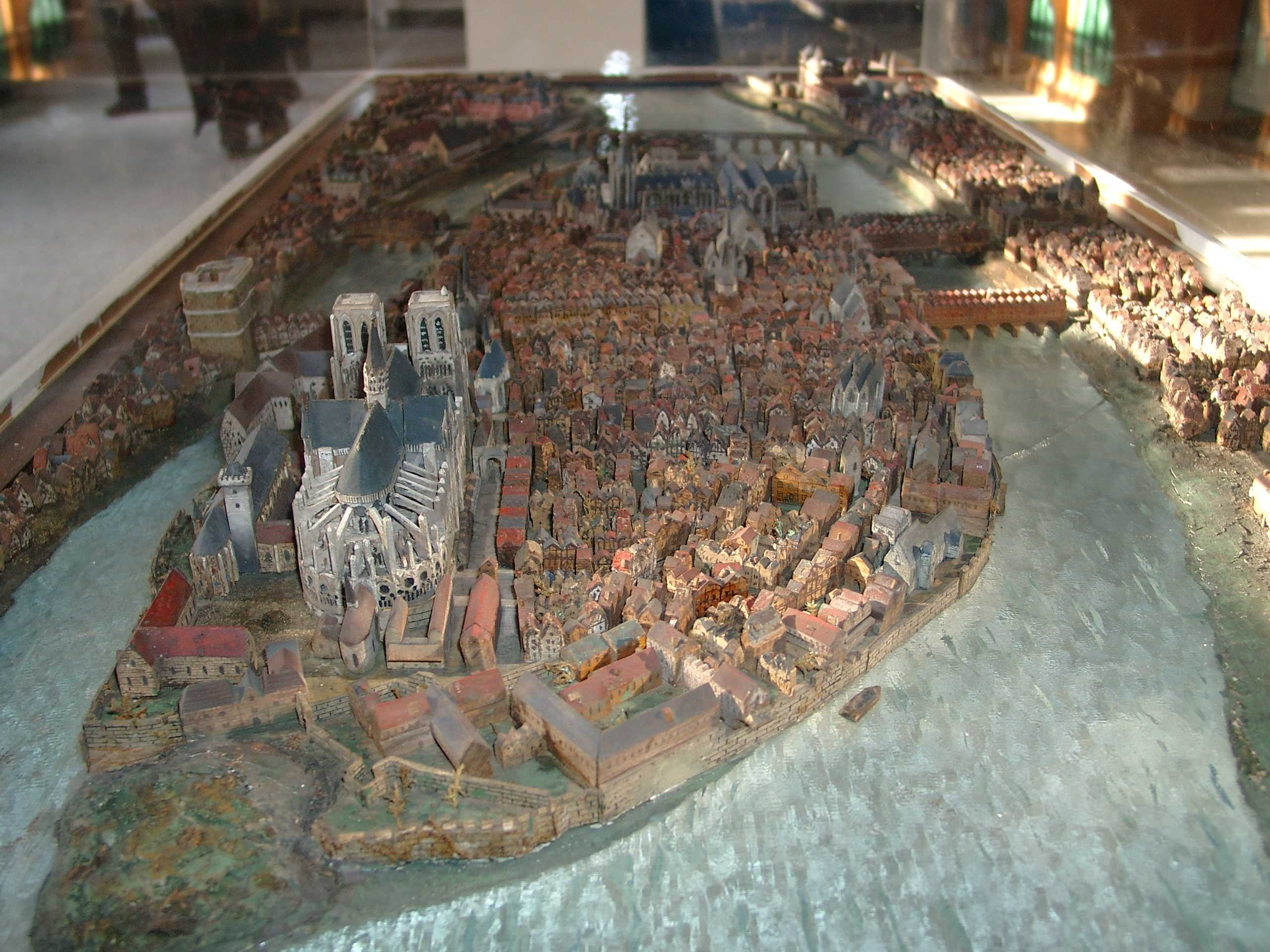
Paris, 16. Jh., Notre-Dame (Modell): Die freien Plätze um die Stadtkirchen sind eine städtebauliche „Erfindung“ des 19. Jh.
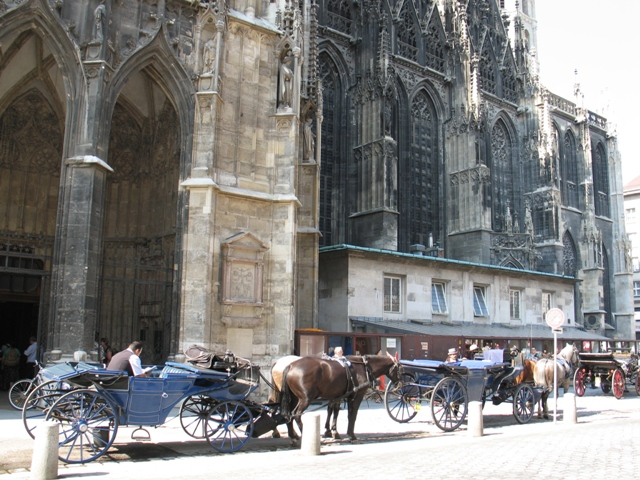
Wien, Stephansdom: Reste der Gadenbauten bis heute erhalten